# Białołęka
Białołęka ist der nördlichste Stadtbezirk der polnischen Hauptstadt Warschau.

## Geschichte
Das Dorf Białołęka wurde um das Jahr 1425 von der Familie Gołyński begründet. Im Jahre 1938 hatte Białołeka etwa 900 Einwohner und gehörte zur Gemeinde Bródno.
In der Zeit vor 1939 befand sich auf dem Gebiet des heutigen Stadtbezirks Białołęka im Westen des heutigen Hafens das bekannteste Armenquartier Warschaus, die Barackensiedlung Annopol, die ab 1919 aus den provisorischen Arbeiterunterkünften beim Bau des Żerań-Kanals entstanden war. Um 1930 lebten in den 113 Baracken des Slums etwa 11.000 Menschen.
Im Jahre 1994 wurde Białołęka infolge des Gesetzes über die Neuaufteilung des Stadtgebietes der Hauptstadt Warschau als Gemeinde auf den Namen Warszawa-Białołeka umbenannt. Im Jahre 2002 wechselte die Gebietszugehörigkeit erneut, aus den Gemeinden wurden Bezirke.

Wohnbaracken in dem Armenviertel Annopol um 1930

## Evangelischer Friedhof
Der Evangelische Friedhof Tarchomin war Friedhof für Weichseldeutsche aus Świdry. Zum Friedhof gehörte unter anderem eine Holzkirche. 1943 wurden die Kolonisten auf Erlass der deutschen Besatzungsmacht nach Großpolen umgesiedelt und 1945 der katholische Pfarrfriedhof in Tarchomin um die Fläche des ehemaligen lutherischen Friedhofs erweitert. Vom ehemaligen Friedhof sind mehrere Grabsteine mit deutschsprachigen Inschriften erhalten. Ein Projekt zum Gedenken an die deutschen Einwohner führt zu Kontroversen.

## Wirtschaft
In Białołęka befindet sich das Kraftwerk Żerań, das zweitgrößte Kraftwerk Warschaus. Direkt am Kraftwerk befindet sich der nach dem Krieg erbaute Hafen Żerań.

## Stadtbezirksgliederung
Der Stadtbezirk gliedert sich grob in folgende Teile:
- Industrielle Nutzung überwiegt im Zentrum, den westlichen, südwestlichen und südlichen Teilen des Stadtbezirks.
- Dichte Wohnbebauung findet man im westlichen und nordwestlichen Teil.
- Eine aufgelockerte Wohnbebauung weisen besonders die nördlichen und östlichen Teile des Stadtbezirks auf.
- An der Weichsel liegt der heute als Priesterseminar genutzte Mostowski-Palast